# Erdély erődtemplomos falvai
Erdélyben több mint 150, jó állapotban megőrződött, erődített templom van, amelyek különféle építészeti stílusban épültek. 
Erdély erődtemplomos falvai néven került fel a világörökség listájára hét dél-erdélyi falu, a 13–16. századbeli jellegzetes építkezési módszerével.

## Világörökségi lista
| Román név    | Kép | Megye   | Német név | Magyar név        |
| ------------ | --- | ------- | --------- | ----------------- |
| Biertan      |     | Szeben  | Birthälm  | Berethalom        |
| Câlnic       |     | Fehér   | Kelling   | Kelnek            |
| Dârjiu       |     | Hargita | Ders      | Székelyderzs      |
| Prejmer      |     | Brașov  | Tartlau   | Prázsmár          |
| Saschiz      |     | Maros   | Keisd     | Szászkézd         |
| Valea Viilor |     | Szeben  | Wurmloch  | Nagybaromlak      |
| Viscri       |     | Brassó  | Weißkirch | Szászfehéregyháza |

## Történetük
Az erdélyi szász falvak a 13. században jelentek meg, amikor a magyar királyok szászokat telepítettek a vidékre. Különböző kiváltságokat élveztek és a sajátos közösségformáló kultúrájuk évszázadokon át fennmaradt. Mivel a vidéket állandó török és tatár betörések fenyegették, a szászok különböző méretű erődítményeket építettek. A 15. század közepéről már 250 szász falu erődtemplomáról maradtak fenn adatok. A legfontosabb városokat teljesen megerősítették, a kisebb falvak pedig egy-egy erődtemplom köré csoportosultak. A templomokat vastag fallal vették körül, amelyet lőrésekkel, szuroköntőkkel, gyilokjárókkal és a kor hadászati szintjének megfelelő egyéb védelmi elemekkel láttak el. Veszély esetén a teljes lakosság a falon belülre költözött. Az erődtemplom sarokbástyáiban és védőfalaiban raktározták a családok gabona- és szalonnakészletét, béke- és háborúidőben egyaránt, olyan zár alatt, amelyet a tulajdonos nem nyithatott ki egyedül. Itt őrizték a lányok kelengyésládáját is. Az éléstárakat hetente kétszer lehetett kinyitni, és a közösség elöljárói felügyelete alatt kivenni a tartalékból.
A templomerődök azonban csak időleges védelmet biztosítottak a támadások ellen, ezért előre látható veszély esetén a falvak lakói a legközelebbi erődített városba menekültek. Nagyszeben a 13. században, Brassó és a többi szász város a 14-15. században építette meg kőfalát, amelyet folyamatosan erősítettek és bővítettek.
A 18. századra a vártemplomok elvesztették védelmi funkciójukat, de a szász falvak lakossága még a 19–20. században is sok helyen a toronyban őrizte ünneplő ruháit. Szintén tovább él a „Speckturm”, azaz „szalonnatorony” elnevezés.

## Leírásuk
A szász hagyományok és a biztonsági megfontolások szerint a falvak kompaktak: vagy egy főutca vagy egy főtér köré csoportosulnak. A fő elem a templom, ami mindig a helység közepén helyezkedik el. A templomokat úgy alakították ki, hogy védelmi funkciót is ellássanak, függetlenül attól, hogy román vagy gótikus stílusban épültek.
Majdnem minden esetben könnyen védhető helyen, például dombtetőn épült. Az anyagok a hagyományos kő, illetve vörös tégla.
A templomok mindig is kőből készültek, így végül egy támadás során biztonságos házakká változtatták őket. Második lépésként falakat és tornyokat építettek, hogy több helyet és nagyobb biztonságot kínáljanak. Ez megmagyarázza mind a templom, mind az erődítmény sokrétű funkcióját.
A templomhoz közel van a falu főtere vagy tánctere (Tanzplatz), amely a társadalmi élet központja volt. A templom közelében csak közösségi célú épületek helyezkednek el: iskola vagy községháza. A legtöbb faluban a búza tárolására használt csűrök is közel vannak a falu központjához.

## Galéria

A világörökséghez nem tartozó erődtemplomok
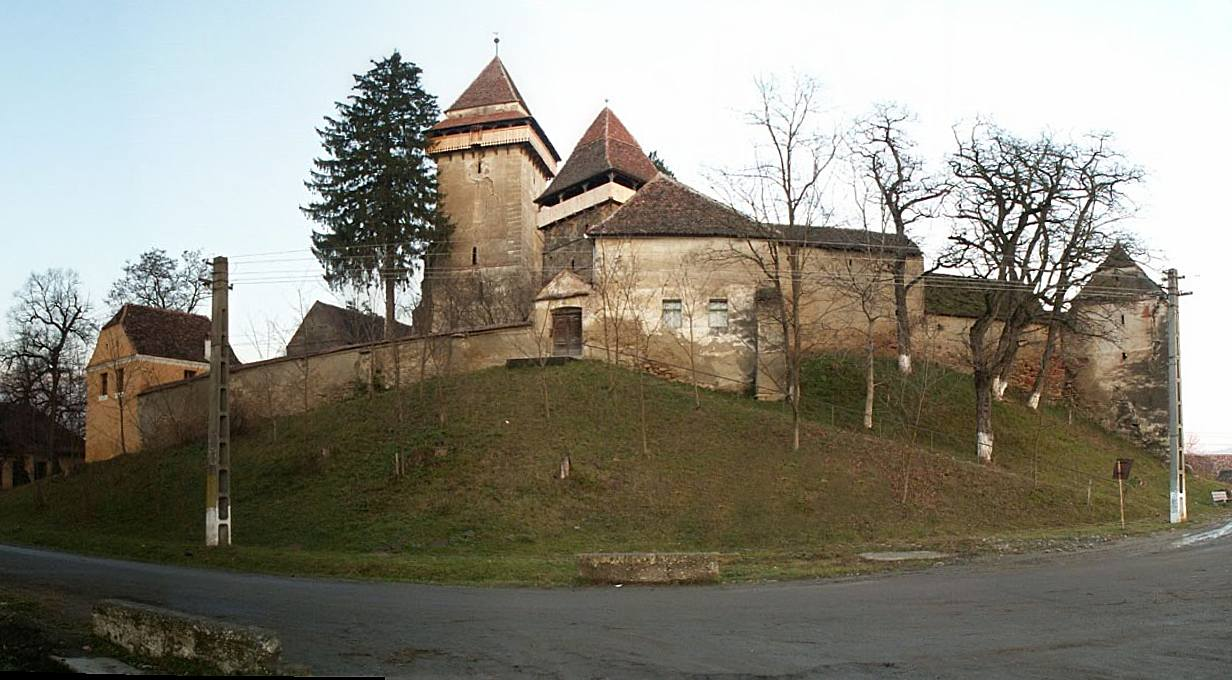
Apold
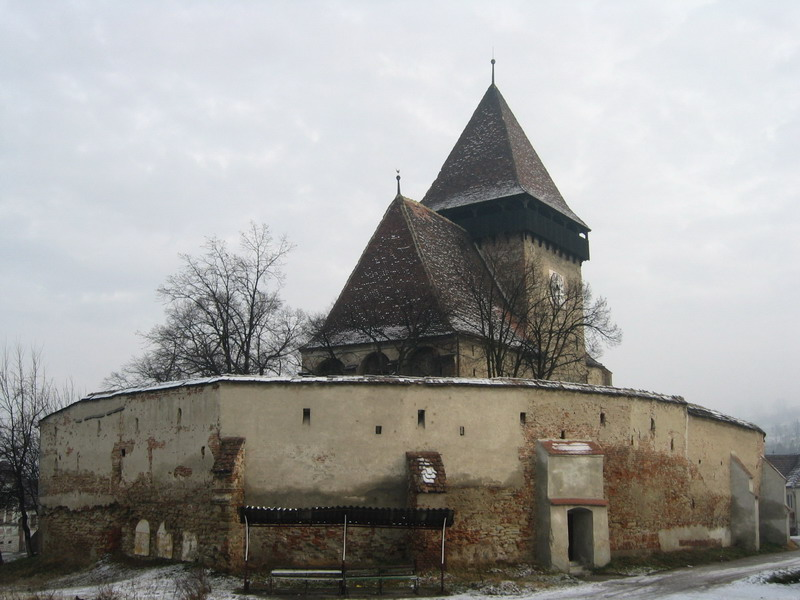
Asszonyfalva
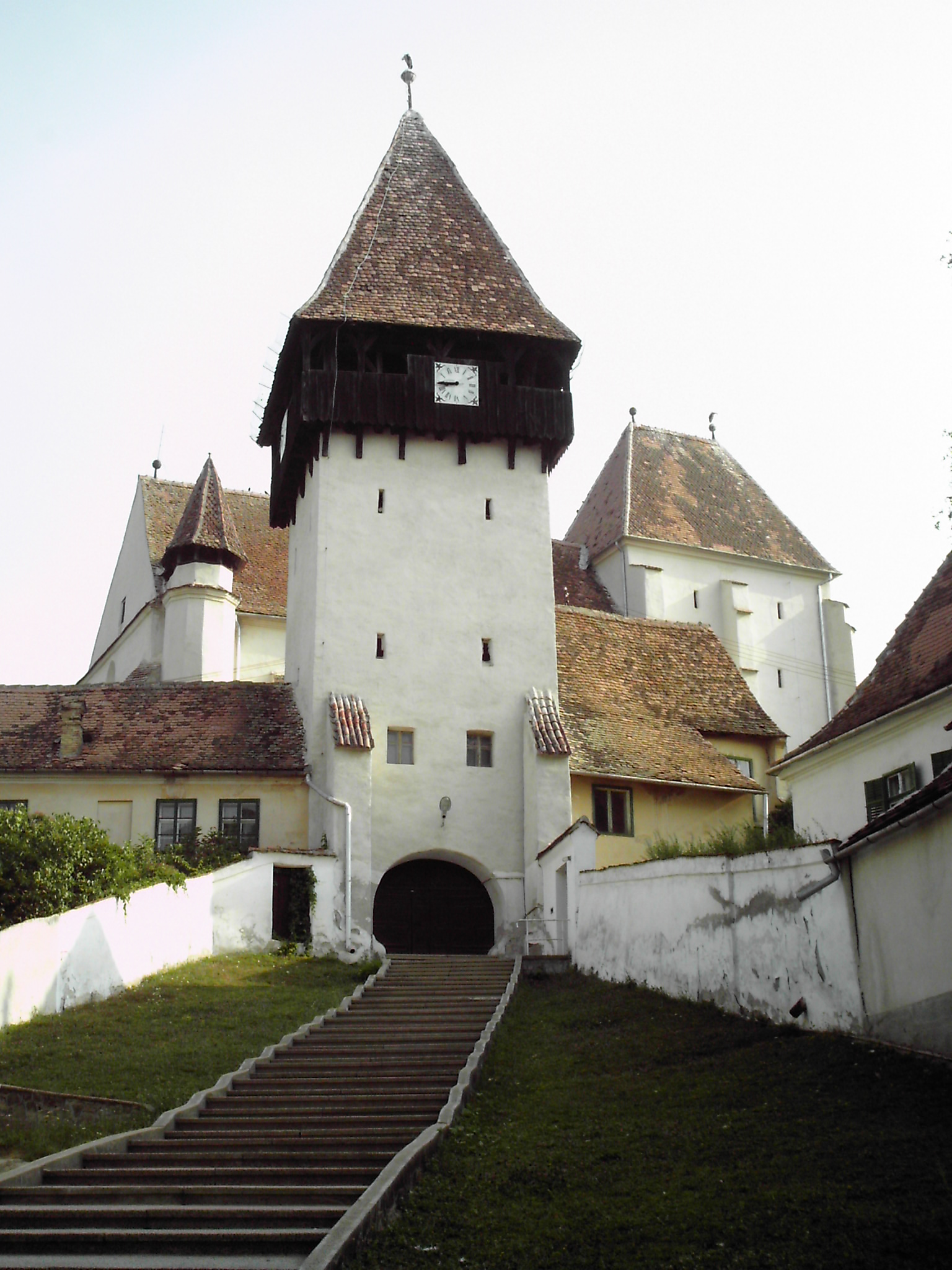
Bázna
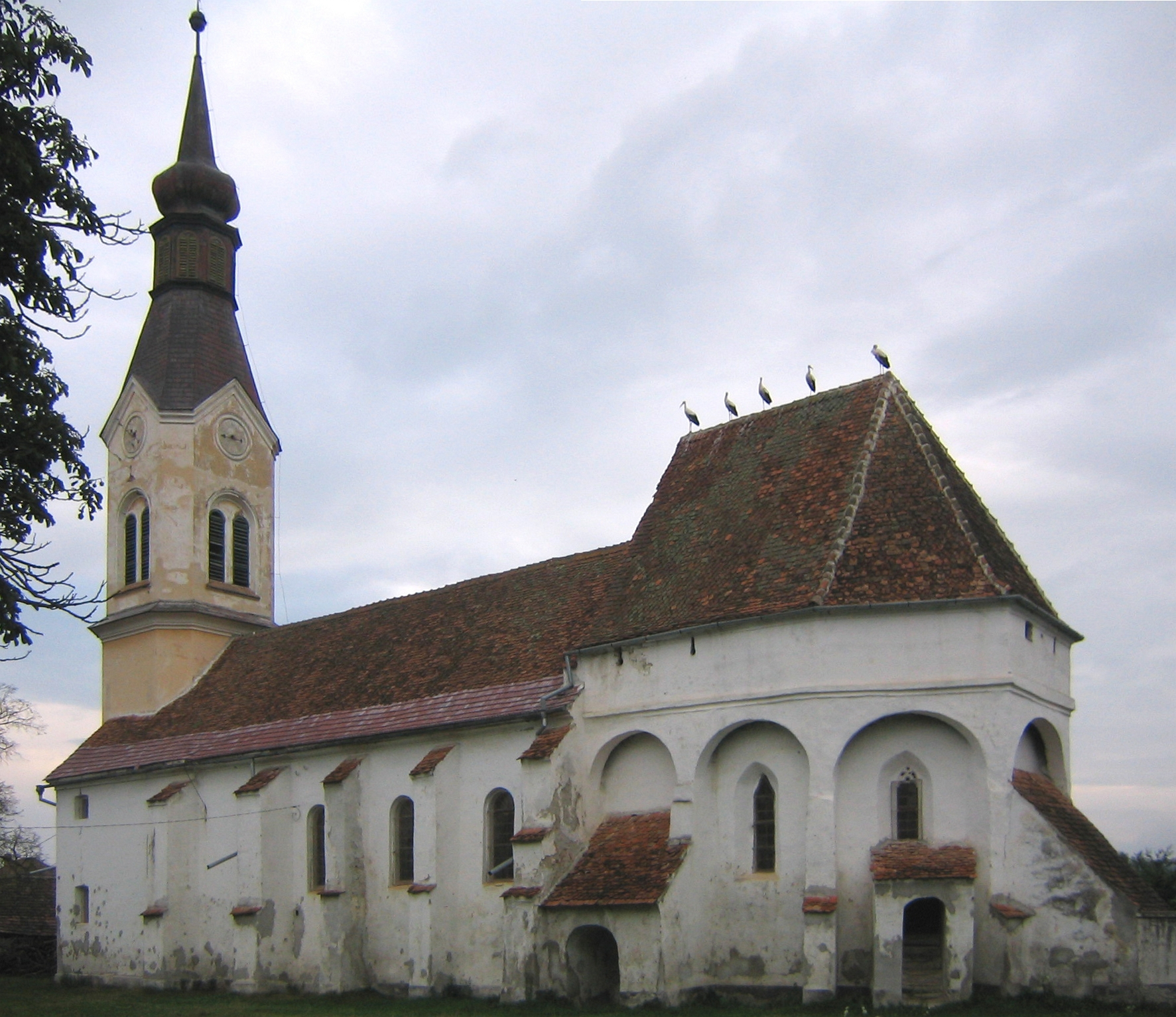
Garat
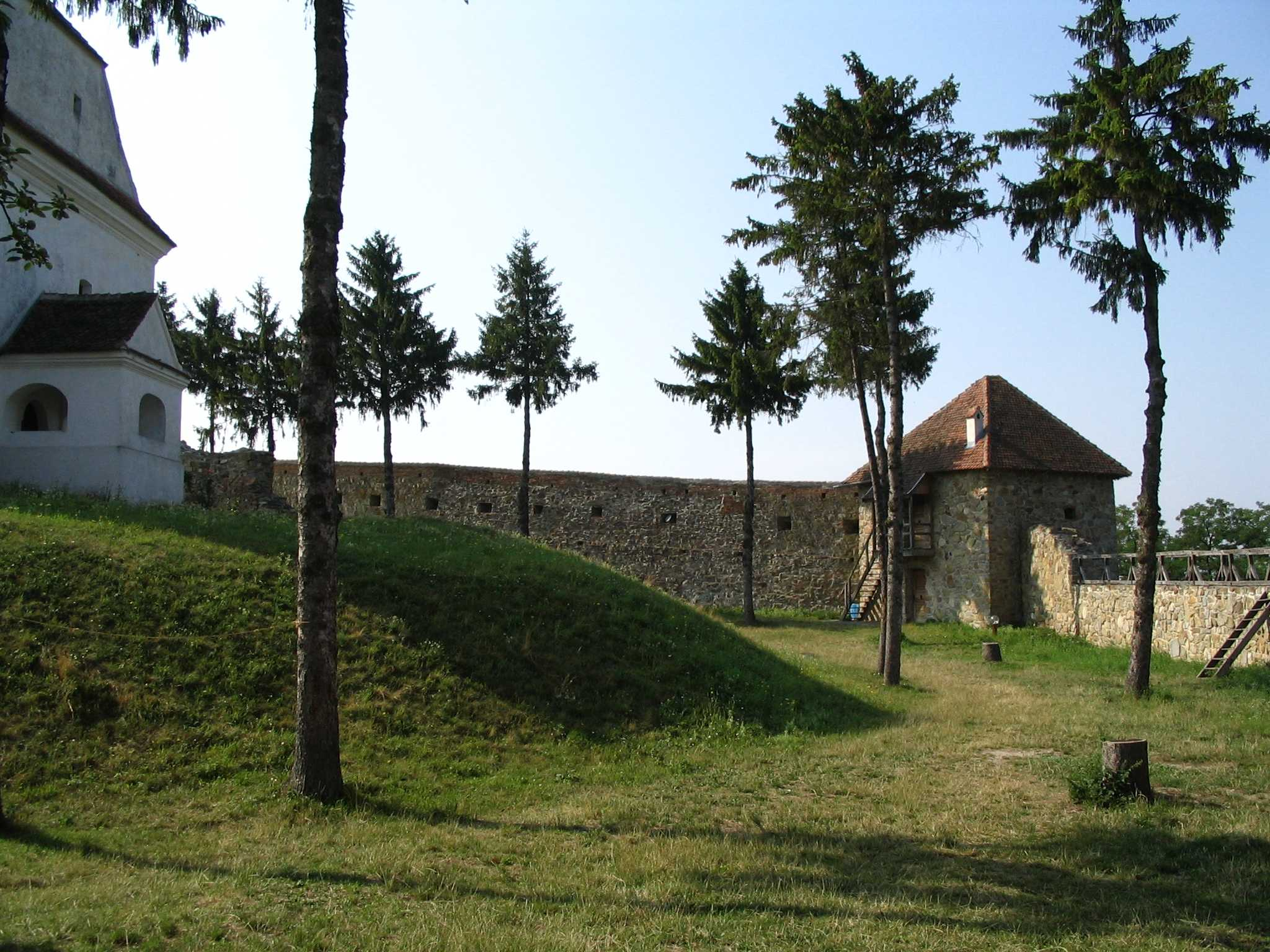
Illyefalva
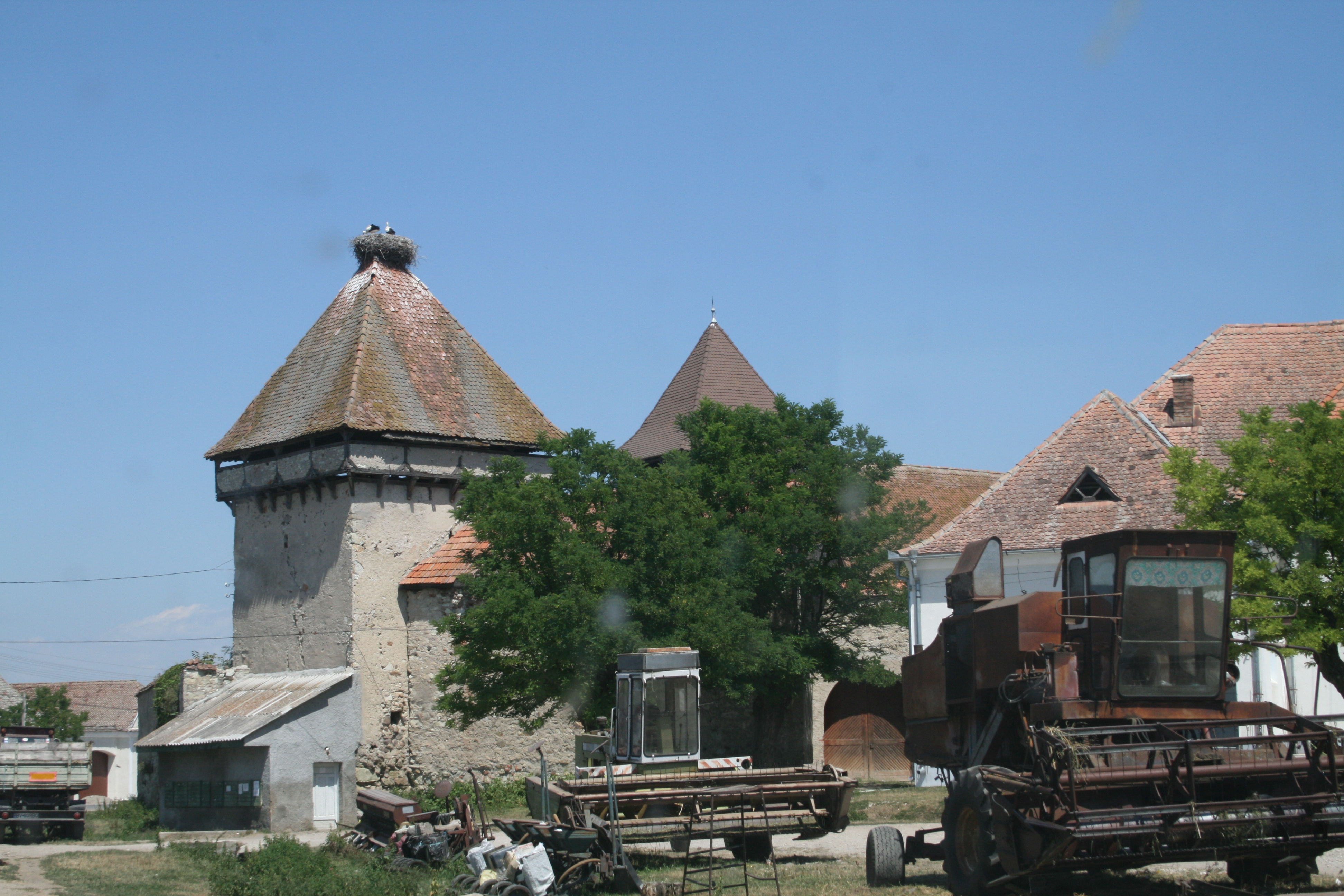
Kaca
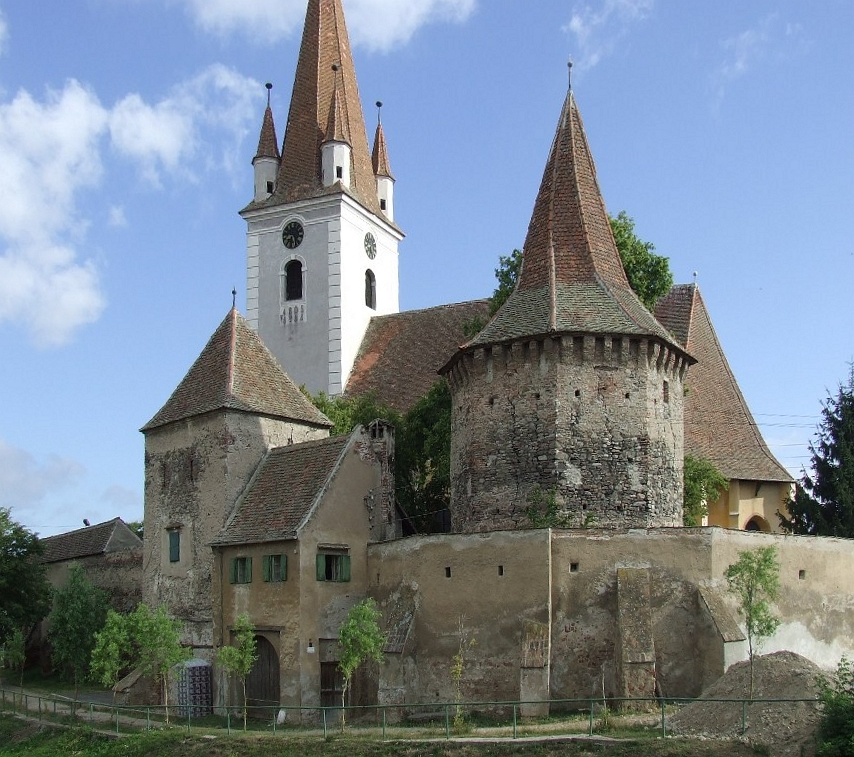
Kereszténysziget
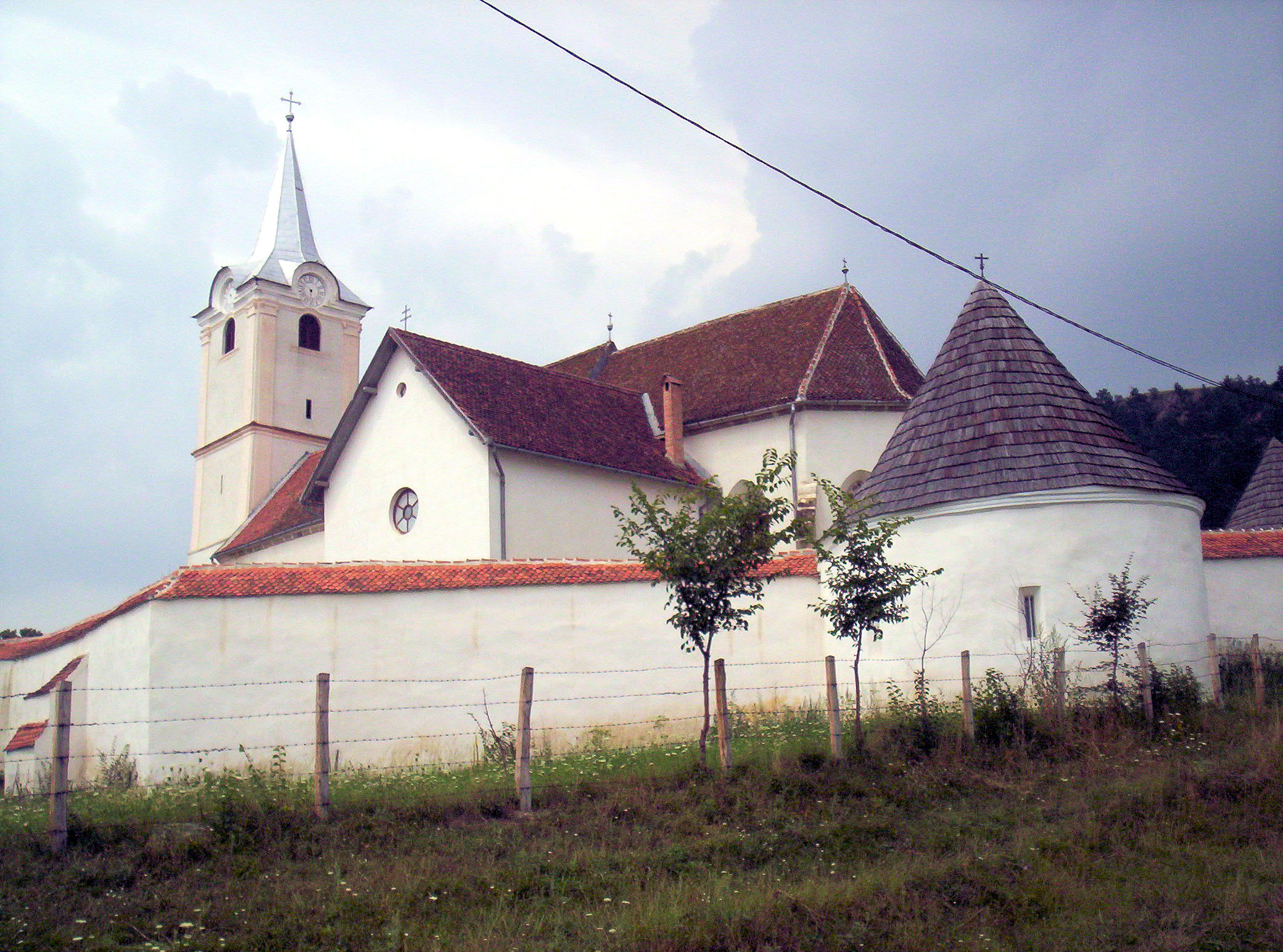
Kézdiszentlélek
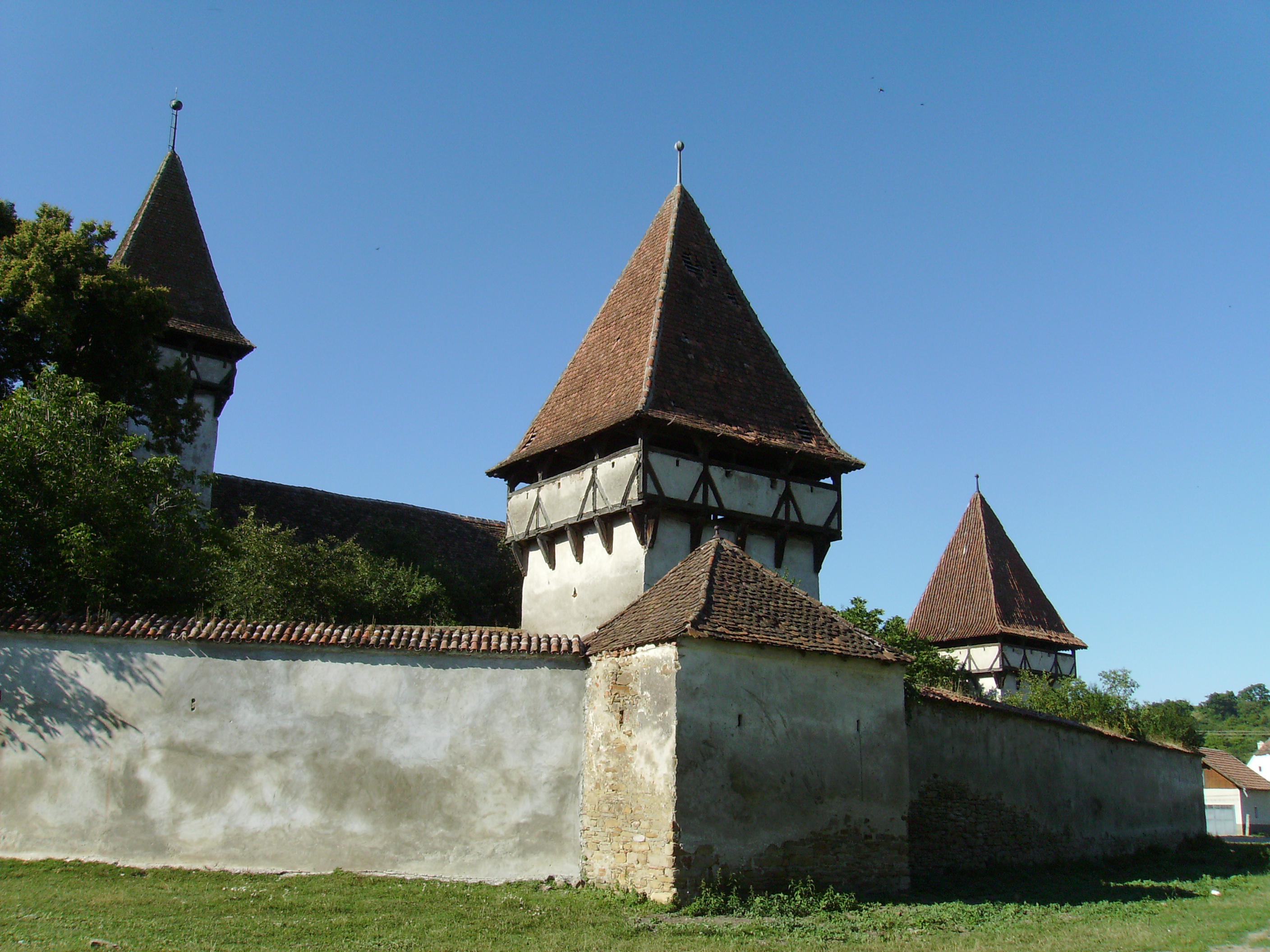
Kissink
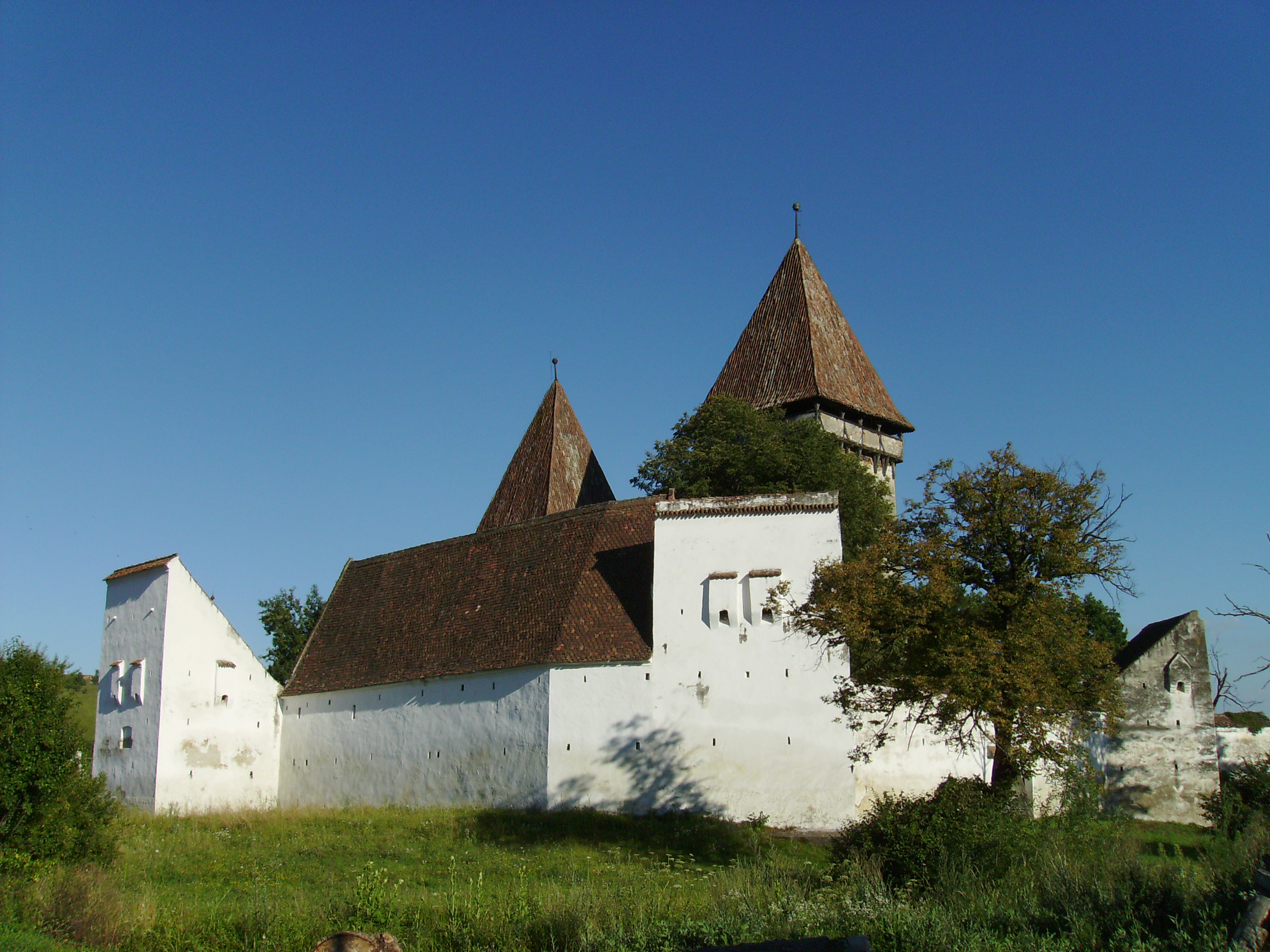
Lesses
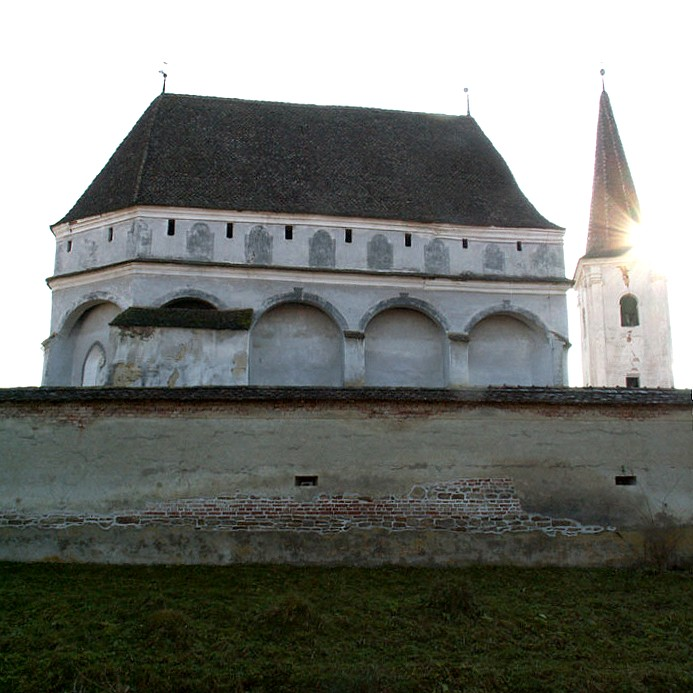
Miklóstelke
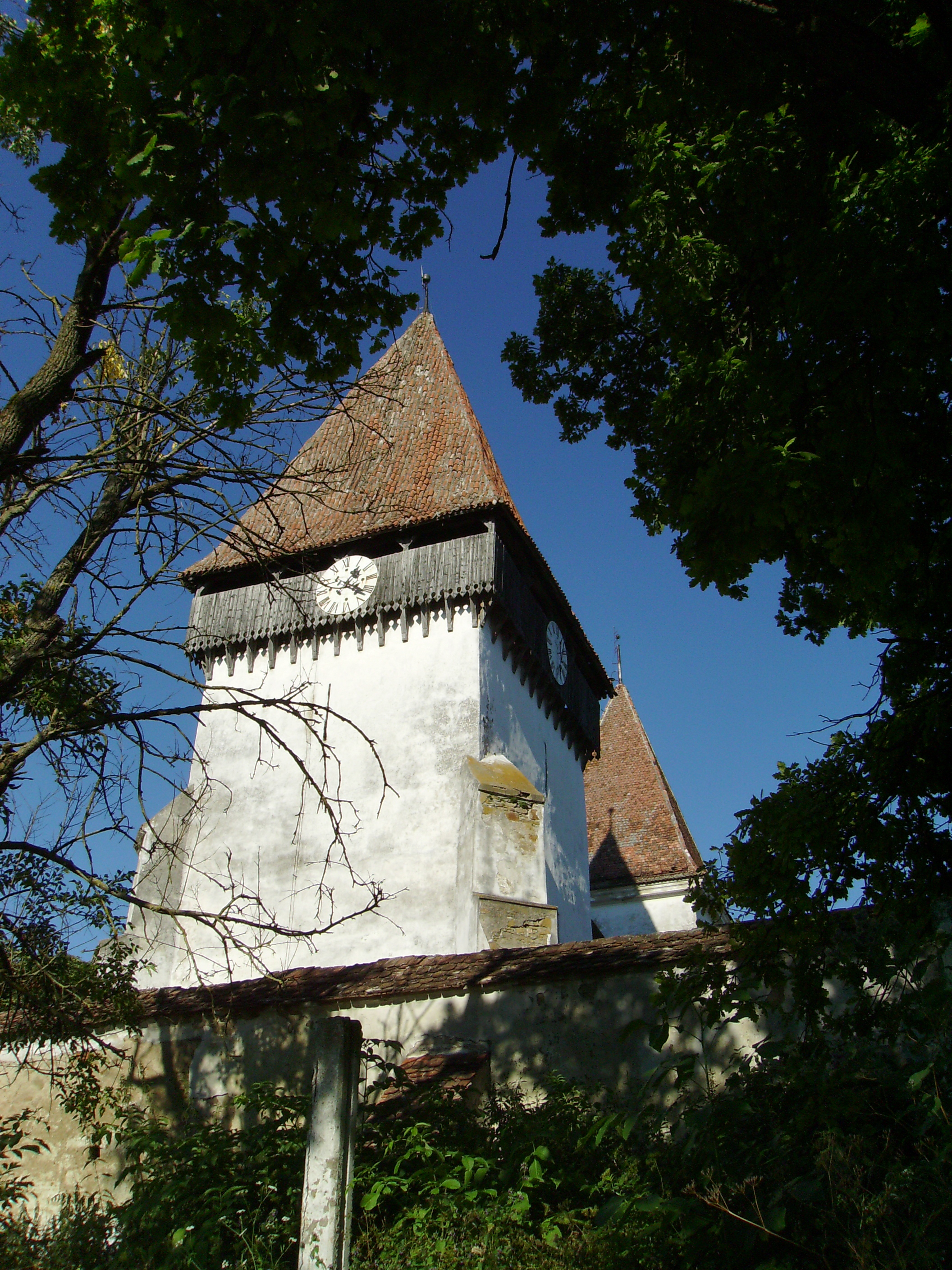
Morgonda
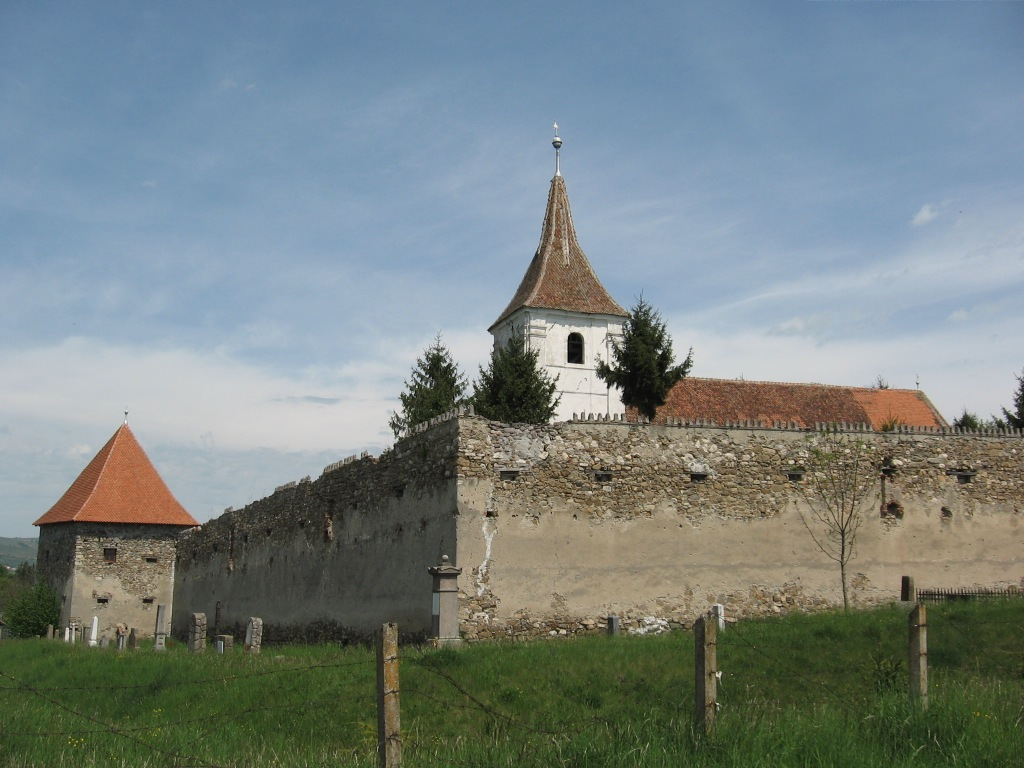
Nagyajta
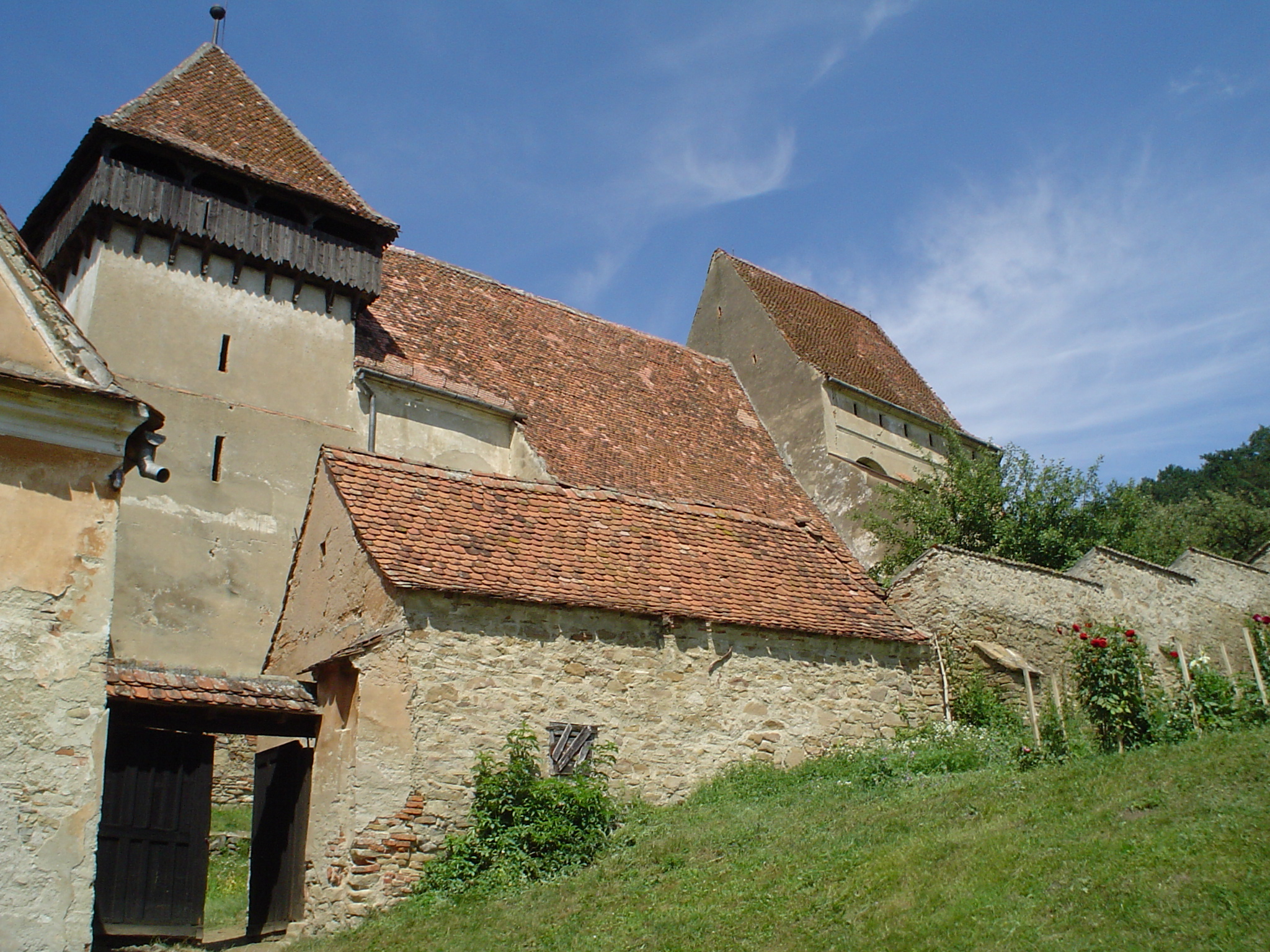
Nagykapus
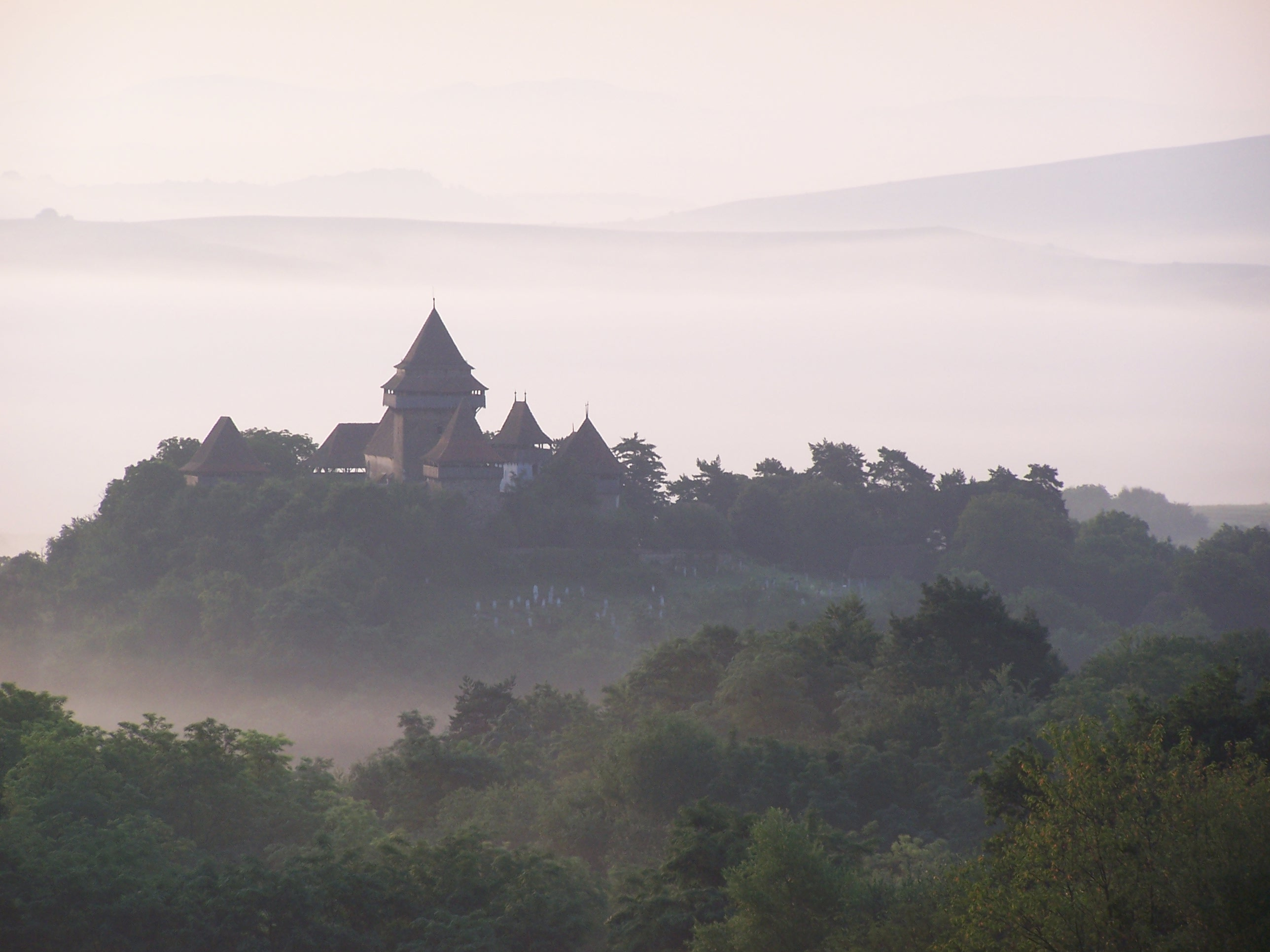
Szászfehéregyháza
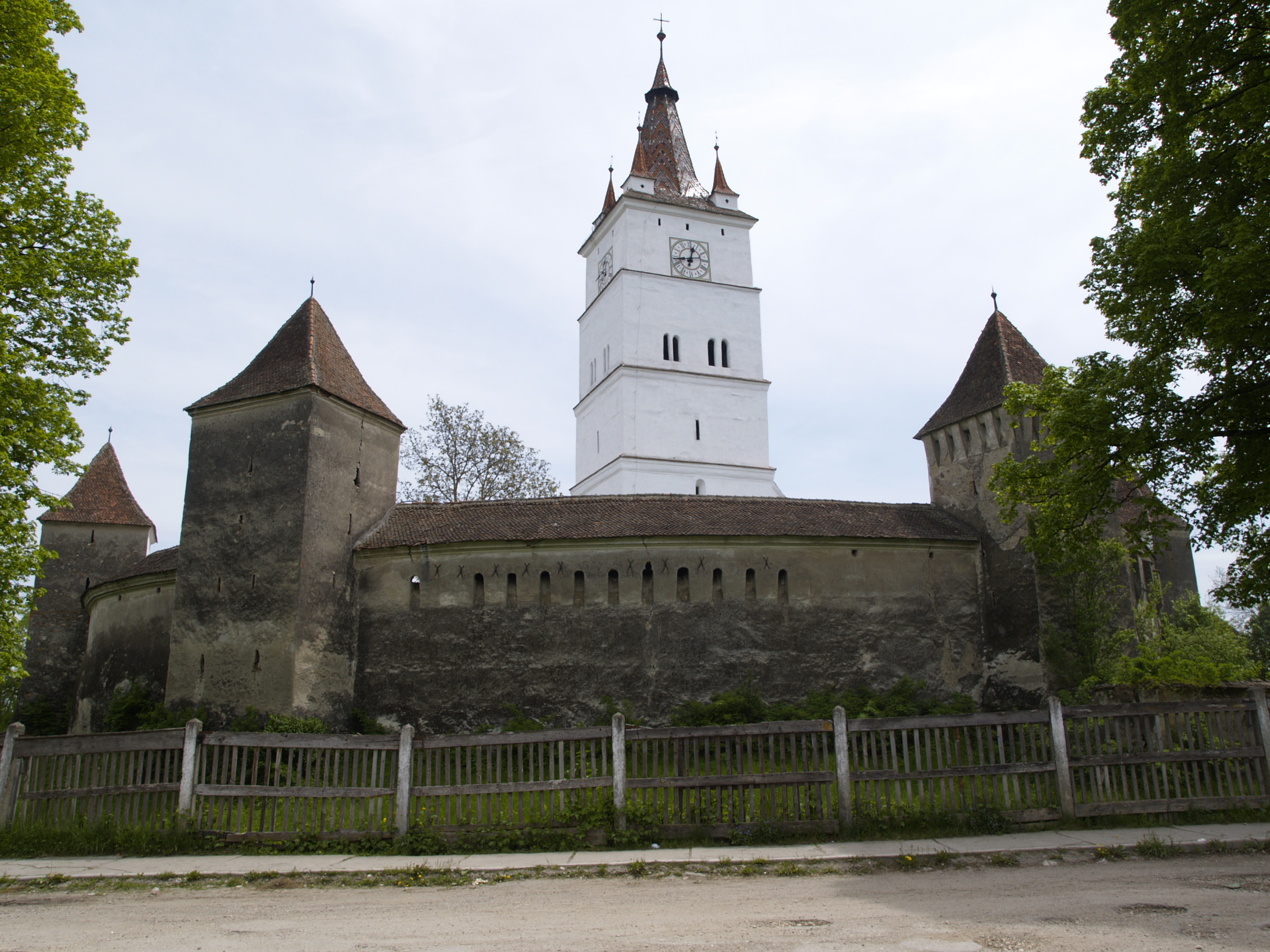
Szászhermány
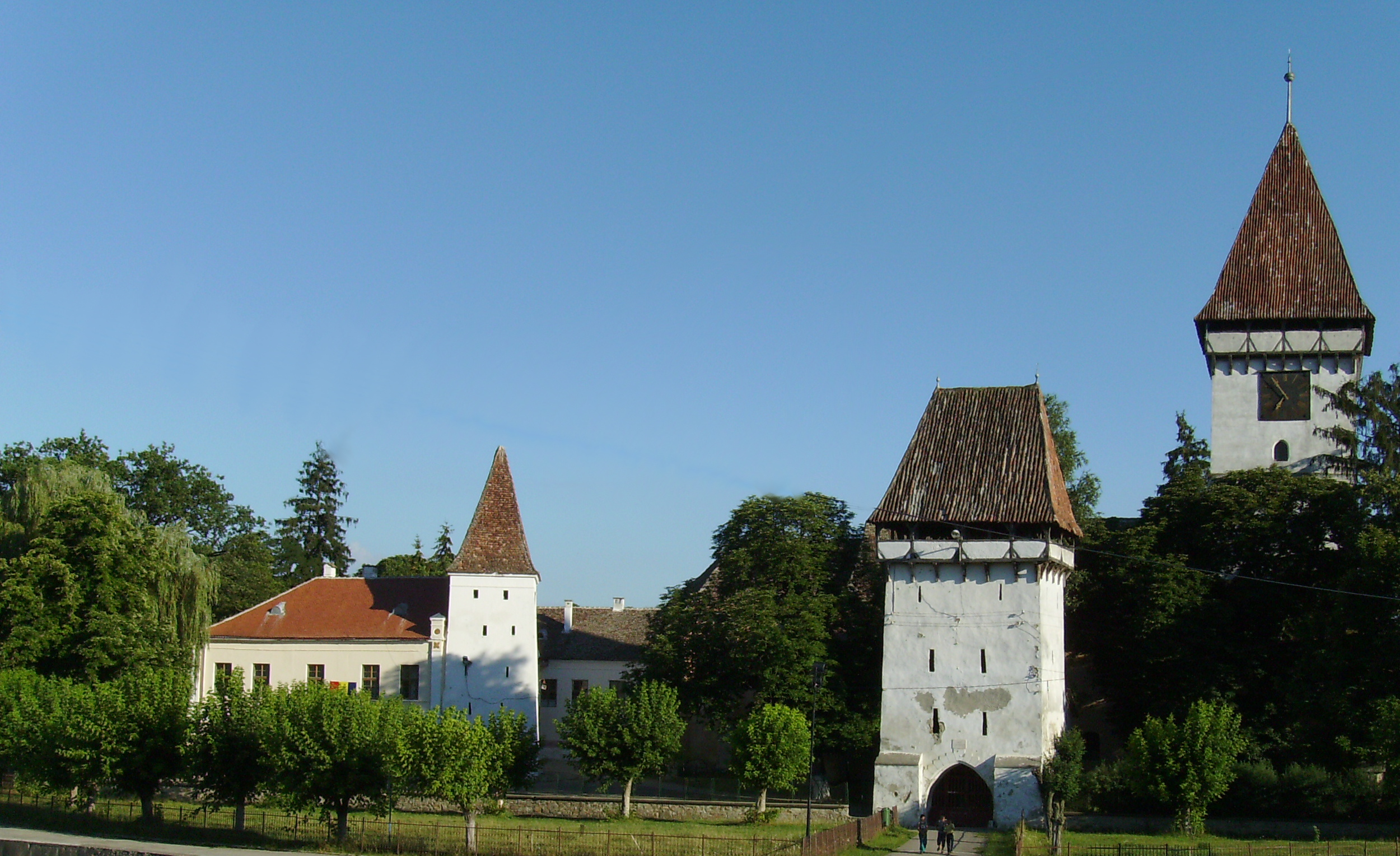
Szentágota